# Clemens Arnold
Pour les articles homonymes, voir Arnold.
Clemens Arnold, né le 31 août 1978 à Melbourne, est un joueur allemand d'origine australienne de hockey sur gazon.
Il fait partie de l'équipe d'Allemagne de hockey sur gazon médaillée de bronze aux Jeux olympiques d'été de 2004.

## Palmarès

### Jeux olympiques
- Jeux olympiques d'été de 2004 à Athènes,  Grèce
  -  Médaille de bronze

### Champions Trophy
- 2000: Médaille d'argent
- 2001: Médaille d'or
- 2002: Médaille d'argent

### Championnats d'Europe
- Championnat d'Europe de hockey sur gazon masculin 1999 à Padoue,  Italie
  -  Médaille d'or
- Championnat d'Europe de hockey sur gazon masculin 2003 à Barcelone,  Espagne
  -  Médaille d'or
- Championnat d'Europe de hockey sur gazon masculin 2005 à Leipzig,  Allemagne
  -  Médaille de bronze